# Typhlops siamensis
Typhlops siamensis este o specie de șerpi din genul Typhlops, familia Typhlopidae, descrisă de Günther 1864. Conform Catalogue of Life specia Typhlops siamensis nu are subspecii cunoscute.